# DN12
DN12 este un drum național din România care traversează Ținutul Secuiesc (județele Covasna și Harghita), pe direcția nord-sud. Pornește din DN11, de la Chichiș, la 23 km de Brașov, în sud, traversează orașele Sfântu Gheorghe, Miercurea Ciuc și Gheorgheni, terminându-se în DN15 la Toplița.